# Chi ha incastrato Roger Rabbit
Chi ha incastrato Roger Rabbit (Who Framed Roger Rabbit) è un film del 1988 diretto da Robert Zemeckis.
Prodotto dalla Amblin Entertainment di proprietà di Steven Spielberg insieme alla Touchstone Pictures, che combina attori in carne e ossa e personaggi di animazione (animati da Richard Williams), e offre un'opportunità unica di vedere insieme in un solo film personaggi di cartoni animati di vari studi (Disney, Warner Bros. e diversi cartoni americani).
Il film è ispirato dal romanzo di Gary Wolf Who Censored Roger Rabbit?, che ha in effetti ideato i protagonisti: dopo il successo del film, Wolf ha scritto un secondo romanzo, dove i protagonisti sono più simili alle loro controparti cinematografiche rispetto al primo libro. Comunque, i libri e il film raccontano tre storie indipendenti, di cui condividono i personaggi principali.
L'adattamento cinematografico è stato distribuito attraverso il marchio di proprietà della Disney Touchstone Pictures il 22 giugno 1988. Ha ricevuto il plauso della critica, che ne ha elogiato la grafica, l'umorismo, la sceneggiatura e le performance degli attori, con critici e pubblico che lo considerano «rivoluzionario». Prodotto con un budget di 50,6 milioni di dollari, ha incassato 351,5 milioni di dollari in tutto il mondo, diventando uno dei film di maggior incasso degli anni ottanta. Portò un rinnovato interesse per i film d'animazione e guidò il Rinascimento Disney. Il film è un omaggio all'età d'oro dell'animazione statunitense e al cinema narrativo classico. Fu anche uno degli ultimi lavori dei doppiatori Mel Blanc e Mae Questel. Ha vinto quattro Premi Oscar: miglior montaggio, miglior montaggio sonoro e migliori effetti speciali più il Premio contributi speciali per la direzione dell'animazione di Richard Williams.
Nel 2016 il film è stato ritenuto "culturalmente, storicamente o esteticamente significativo" dalla Biblioteca del Congresso degli Stati Uniti e selezionato per la conservazione nel National Film Registry.

## Trama
Nella Hollywood del 1947, i cartoni animati sono esseri reali e tangibili (probabilmente disegnati da qualcuno visto che Jessica dice la famosa frase "io non sono cattiva, è che mi disegnano così") che convivono con gli esseri umani, lavorando principalmente come attori negli studi cinematografici. L'investigatore privato Eddie Valiant viene ingaggiato da R.K. Maroon, proprietario degli omonimi studi di animazione, con il compito di procurarsi delle prove sull'infedeltà di Jessica Rabbit, famosa cantante animata che lavora in un nightclub. Il marito della donna, il famoso coniglio star del cinema Roger Rabbit, sospetta difatti che la moglie lo tradisca e ciò non lo aiuta a concentrarsi nel suo lavoro di attore. Seppur controvoglia, Eddie accetta il caso, in quanto si trova in ristrettezze economiche; un tempo noto come l'investigatore privato dei cartoni animati, si rifiuta di lavorare per questi da quando un misterioso cartone uccise Teddy, suo fratello e collega, mentre i due stavano indagando su una rapina. La tragedia ha lasciato Eddie con un disgusto generale per i cartoni e, lasciando che la sua attività crollasse, ha perso il rispetto dalla maggior parte delle forze di polizia ed è diventato un alcolizzato, affetto da disturbo da stress post-traumatico e depressione, l'unica che cerca di aiutarlo è l'ex fidanzata Dolores.
Recatosi nel locale dove lavora Jessica come cantante, il detective fa la conoscenza di Marvin Acme, proprietario delle omonime industrie che fabbricano prodotti a uso dei cartoni animati e titolare della società che possiede i terreni sui quali sorge Cartoonia, la città animata dove risiedono gli attori-cartoni. Poco dopo Eddie scopre Acme e Jessica Rabbit mentre, appartati nei camerini, giocano alla farfallina, un innocuo gioco da bambini che tuttavia nel bizzarro mondo dei cartoni animati equivale a tradimento verso il proprio partner: l'investigatore li fotografa e mostra le foto a Roger, il quale rimane sconvolto, beve alcol che lo fa andare a fuoco e scappa via.
Quando la mattina seguente Eddie scopre che la notte stessa Acme è stato assassinato, tutti i sospetti cadono su Roger. Giunto sul luogo del delitto assieme a un collega, il tenente Santino, Eddie conosce lo spietato e cinico Giudice Morton, un sinistro individuo che si è comprato le elezioni per diventare giudice riempiendo di soldi Cartoonia e dintorni; questi è deciso ad occuparsi personalmente del caso, dato che Cartoonia è sotto la sua giurisdizione, e per farlo si serve della sua pattuglia speciale di faine animate. Anche se i cartoni sono immuni ai danni fisici, Morton ha scoperto un modo per ucciderli sciogliendoli nella salamoia, un composto chimico verdastro di sua invenzione ottenuto da una mistura di trementina, acetone e benzina (innocua per gli umani, tranne forse ad annusarla troppo) con il quale intende giustiziare Roger dopo che l'avrà condannato per l'omicidio di Acme.
Di ritorno al suo ufficio, Eddie incontra Baby Herman, un bebè animato collega di Roger, il quale è convinto dell'innocenza dell'amico e del fatto che ci sia qualcosa di losco sotto la vicenda. Egli asserisce che Acme avesse lasciato testamento, il quale prevede che Cartoonia venga lasciata in eredità ai propri cittadini animati, ma ora quel testamento è smarrito e, se non verrà trovato entro mezzanotte, Cartoonia verrà venduta. Seppur scettico da principio, il detective esamina le foto da lui stesso scattate e scopre che Herman aveva ragione; poco dopo trova Roger, nascosto in casa sua, che si dichiara innocente e lo prega di indagare sul caso per trovare il vero colpevole.
Eddie cerca di nascondere Roger dal giudice Morton e dalle faine, grazie a Dolores, confrontandosi anche direttamente con loro, e durante la fuga viene a sapere che le fotografie da lui scattate ad Acme facevano parte di un piano ordito da Maroon per ricattare l'industriale (la stessa Jessica ammette di essere stata costretta a lasciarsi fotografare da Maroon, che l'aveva messa alle strette con il possibile licenziamento del marito) e convincerlo a vendere gli studios e Cartoonia alla Cloverleaf, un gruppo di investitori che aveva già acquistato l'azienda di trasporto pubblico di Los Angeles, la Pacific Electric Railway (anche nota come “Red Car” per il colore rosso delle vetture tranviarie), avviando un piano di licenziamenti. Eddie riesce ad estorcere la confessione a Maroon, che ammette di aver messo in piedi il ricatto, lasciando perdere invece l'omicidio di Acme, ma proprio mentre questi sta rivelando chi ci sia dietro questa operazione, improvvisamente un misterioso assassino spara dalla finestra dello studio di Maroon; Eddie se ne accorge per tempo e riesce a mettersi in salvo, ma Maroon resta ucciso. 
Il detective si affaccia e vede Jessica correre via dagli studi, così la insegue fino a Cartoonia e si avventura quindi nella caotica e assurda città dei cartoni. Alla fine vi trova Jessica che gli punta una pistola e spara, ma non a lui, bensì ad una figura nell'ombra, che fugge via. Jessica rivela che questi altri non è che Morton, il vero assassino che si nasconde dietro tutto, e che Acme l'aveva avvertita, di scandalo in scandalo, delle intenzioni di Morton di mettere le mani su Cartoonia, era sull'ultima scena del crimine per fermarlo. Sentendosi minacciato, Acme le aveva anche consegnato il testamento, ma Jessica, aprendo la lettera che doveva contenerlo, aveva trovato solo un foglio bianco. 
I due cercano di fuggire, ma Morton riesce ad acciuffarli e a portarli all'interno della fabbrica ACME, dove spiega di essere il proprietario della Cloverleaf e, senza quel testamento, presto anche di Cartoonia, che intende radere al suolo per poter costruire una superstrada da Los Angeles a Pasadena, che i cittadini saranno costretti ad utilizzare, in quanto è suo intento smantellare l'azienda tranviaria appena acquistata. Presenta loro quindi la sua invenzione concepita per distruggere Cartoonia, un'enorme autobotte carica di 5.000 galloni di salamoia e dotata di uno spruzzatore orientabile ad alta pressione. Roger cerca eroicamente di liberare Jessica ed Eddie, ma viene anche lui catturato. 
Marito e moglie vengono appesi a un gancio in attesa di essere uccisi entrambi dalla scarica di salamoia sparata dallo spruzzatore. Eddie, rimasto solo con le faine, si esibisce in un buffo balletto che le fa letteralmente morire dalle risate tutte quante tranne il capo, Smarty, che viene scaraventato nella vasca di salamoia dall'investigatore con un potente calcio all'inguine, morendo all'istante. Morton ritorna e si batte con Eddie; rimane stritolato da uno schiacciasassi, ma uscitone vivo facilmente rivela di essere egli stesso un cartone camuffato da uomo, per di più proprio colui che anni prima aveva ucciso suo fratello Teddy. Lo scontro si riapre, ma proprio mentre Morton sta per uccidere Eddie, quest'ultimo riesce ad aprire la valvola della cisterna di salamoia grazie a un oggetto animato, inondando così Morton e provocandone lo scioglimento (la prima volta indossava i guanti). Eddie manovra quindi il paranco per togliere Roger e Jessica dalla traiettoria dell'autobotte che, ormai vuota, sfonda il muro oltre il quale si trova Cartoonia, per poi essere distrutta dal passaggio di un treno, mentre con il sistema antincendio lava via la salamoia.
Nella scena finale del film, Eddie libera Roger e Jessica e, di fronte a polizia e cartoni nel frattempo giunti sulla scena, rivela a tutti che il foglio apparentemente bianco dato da Acme a Jessica (trovato per caso da Roger) altro non è che il testamento di Marvin Acme, scritto con l'inchiostro simpatico, in cui si dichiara che la proprietà di Cartoonia verrà ereditata dai cartoni stessi, i quali esultano di gioia. Inoltre viene trovata l'arma del delitto, che scagiona Roger. Avendo ritrovato il suo senso dell'umorismo, Eddie torna a Cartoonia insieme a Dolores, Roger e Jessica.

## Produzione

### Sviluppo
Nel 1982, la Walt Disney Pictures acquistò i diritti del romanzo di Gary Wolf intitolato Who Censored Roger Rabbit? intenzionata a realizzarne un lungometraggio. Jeffrey Price e Peter S. Seaman vennero assunti per scrivere la sceneggiatura, mentre Robert Zemeckis si propose come regista nel 1982. Zemeckis aveva diretto in quel periodo alcuni film di scarso successo al botteghino, e per questo la Disney non lo prese in considerazione. Nel frattempo, la Disney aveva già avviato da tempo la creazione di una divisione autonoma per la produzione e distribuzione di commedie leggere, non appositamente concepite per il pubblico infantile. L'idea era stata già presa in considerazione sul finire degli anni sessanta, in seguito alla distribuzione di numerose pellicole comiche di vario genere (horror, musical, avventura ecc.). Si venne dunque a creare la Touchstone Pictures. Nei primi anni ottanta, la Touchstone produceva soprattutto commedie a sfondo sentimentale e piccoli thriller d'azione, e l'uscita del film di Roger Rabbit rappresentò il primo vero successo commerciale della casa. La Disney cercò, allora, di assumere Terry Gilliam alla regia del film, ma quest'ultimo rifiutò il ruolo poiché, secondo lui, il progetto era troppo difficile da realizzare. Il regista, tuttavia, si pentì successivamente della sua decisione.
Dopo il successo al botteghino di Ritorno al futuro e All'inseguimento della pietra verde, Robert Zemeckis convinse la Disney delle sue capacità e venne, così, assunto alla regia della pellicola. Nel 1985, Michael Eisner, l'allora amministratore delegato Disney, assunse Frank Marshall, Steven Spielberg e Kathleen Kennedy come produttori della pellicola. Il budget iniziale fu di 50 milioni di dollari, cifra che la Disney ritenne molto alta per l'epoca e che si vide pertanto costretta ad abbassare a 29,9 milioni di dollari, una cifra comunque alta per quei tempi, tanto che dopo poco tempo rinunciò materialmente a produrre la pellicola di tasca propria.
Una volta stanziati i fondi necessari, la pellicola ricevette il via libera dalla produzione. Steven Spielberg per il suo nuovo lavoro volle creare qualcosa di veramente insolito e straordinario, e scartò la casa madre Disney dalle sue scelte in fatto di produzione. Si accordò con la Touchstone Pictures, per poi inserirvi nel film la maggior parte dei cartoni animati famosi. Nonostante i suoi sforzi, Spielberg ottenne in prestito molti dei personaggi Disney, tra cui Topolino, Pippo e Paperino.

### Sceneggiatura
Jeffrey Price e Peter S. Seaman vennero scelti come sceneggiatori dopo l'assunzione di Steven Spielberg e Robert Zemeckis alla regia. I due autori, per lo sviluppo della sceneggiatura, si ispirarono ai cartoni di Walt Disney e a quelli di Bob Clampett. Alcuni elementi presenti nel film, come l'azienda Cloverleaf, provengono dalla sceneggiatura del secondo seguito della serie di Chinatown, pellicola mai realizzata a causa dei pessimi risultati al botteghino del secondo capitolo della serie, Il grande inganno.
In una primissima versione della sceneggiatura, Roger Rabbit avrebbe dovuto essere ucciso nella sparatoria durante il duello finale tra Valiant e il Giudice Morton. Sting scrisse la canzone The Lazarus Heart per il finale musicale originale del film, ma quando la Disney chiese di eliminare la scena, anche la canzone venne rimossa, per poi uscire nell'album ...Nothing Like the Sun.
Prima della creazione del Giudice Morton (Doom in originale), Price e Seaman pensarono prima a Jessica Rabbit e poi a Baby Herman come antagonisti della pellicola. Successivamente crearono Morton, anche se inizialmente il personaggio risultava ben diverso dalla versione poi realizzata: portava sulla spalla un avvoltoio animato e una valigetta contenente 12 piccoli canguri, sempre animati, che lo aiutavano nel suo mestiere di giudice, portandogli diversi documenti a lui necessari. Tutti questi personaggi vennero cancellati dal film per problemi di costi. In una successiva versione della sceneggiatura, Morton si avvaleva della collaborazione di sette faine animate e dei sette nani apparsi nel film Disney Biancaneve e i sette nani.
Successivamente, anche questa idea venne riveduta: i nani scomparvero, mentre il numero delle faine venne portato da sette a cinque. Robert Zemeckis paragona il personaggio di Morton e il suo modo di agire quello di Adolf Hitler. Nella prima stesura della sceneggiatura si sarebbe poi scoperto che il giudice era in realtà il cacciatore che aveva ucciso la madre di Bambi, ma la Disney contestò aspramente l'idea. Secondo la pianificazione iniziale, inoltre, sarebbe stato mostrato anche il funerale di Marvin Acme con la presenza di numerosi personaggi animati, tra cui persino Superman e i personaggi della serie di Braccio di Ferro, ma anche questa sequenza venne scartata.
Durante la lavorazione fu realizzata una scena, poi eliminata per questioni di durata, in cui Eddie Valiant tornava al locale dove lavora Jessica Rabbit, ma veniva catturato dal giudice e da Bongo, il gorilla-usciere del club, e successivamente portato a Cartoonia dalle faine. Qui gli veniva attaccata sulla testa una maschera animata a forma di maiale, che il povero investigatore, una volta corso a casa, avrebbe rimosso. Zemeckis raccontò che la testa di maiale che si scioglie nella vasca da bagno era stata la prima scena ad essere animata compiutamente e quindi tagliata. La scena si collocava prima dell'arrivo di Jessica nell'ufficio di Eddie.

### Cast

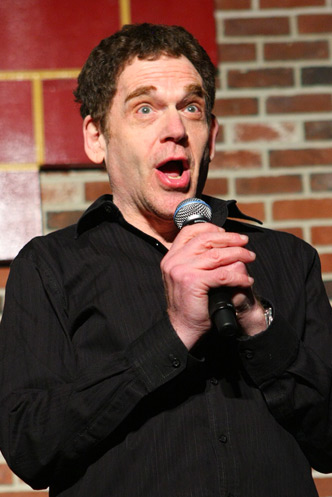
Charles Fleischer, doppiatore di Roger Rabbit, Benny il taxi e le faine Greasy e Psycho.

- Bob Hoskins è Eddie Valiant, un investigatore privato alcolizzato che detiene un rancore contro Cartoonia. Per il ruolo, Steven Spielberg aveva contattato Harrison Ford, ma questi per la sua partecipazione chiese un compenso troppo alto, e così venne definitivamente escluso. Come secondo candidato, Spielberg scelse Bill Murray, ma anche quest'ultimo venne scartato per lo stesso motivo.[13] Oltre al suo personaggio, l'attore avrebbe dovuto interpretare anche il fratello minore Teddy, poi interpretato, nelle foto dello studio dell'investigatore, da Eugene Gutierrez, che prima dello scontro finale avrebbe dovuto comparire davanti a lui, chiedendogli di vendicarlo, ma la scena in questione venne tagliata. Oltre a Ford, erano stati considerati per il ruolo anche Eddie Murphy, Chevy Chase, Robert Redford, Jack Nicholson, Sylvester Stallone, Wallace Shawn, Ed Harris, Charles Grodin e Don Lane.
- Charles Fleischer è Roger Rabbit, un famoso cartone, indagato ingiustamente per la morte di Marvin Acme, che chiede aiuto a Eddie per scagionarlo. Per facilitare la recitazione di Bob Hoskins nelle scene in cui è accanto al personaggio di Roger, Charles Fleischer ha indossato sul set un costume da coniglio.[15] Richard Williams spiegò che Roger Rabbit era una combinazione tra Tex Avery e tantissimi personaggi dei cartoni animati, come ad esempio Bugs Bunny.[15] In lingua originale, Fleischer ha prestato la voce anche ad altri personaggi del film, come Benny il taxi, Greasy la faina e Psycho la faina. Per la voce di Benny era stato considerato Lou Hirsch, ma poi venne scelto Fleischer in un secondo momento.[15]
- Christopher Lloyd è Morton, uno spietato giudice che intende distruggere definitivamente tutti i cartoni e Cartoonia. Lloyd aveva già lavorato in Ritorno al futuro, diretto dallo stesso Zemeckis, e questo fu uno dei motivi per cui venne scelto dalla produzione. Essendo in realtà Morton un cartone animato sotto le sembianze di un uomo, per ritrarre perfettamente il personaggio Lloyd evitò di strizzare gli occhi durante le riprese.[12] Tim Curry partecipò all'audizione per interpretare il Giudice Morton ma Robert Zemeckis, Steven Spielberg, Jeffrey Katzenberg e Michael Eisner la trovarono così terrificante che non passò il provino.[senza fonte] Tra gli altri attori considerati per la stessa parte ci furono John Cleese, Christopher Lee, Roddy McDowall, Robin Williams, Eddie Deezen, Sting e Jon Pertwee,
- Kathleen Turner è Jessica Rabbit, la bellissima moglie di Roger Rabbit. Nei titoli di coda, però, la Turner non venne accreditata. La voce di Jessica quando canta è di Amy Irving.
- Joanna Cassidy è Dolores, fidanzata di Eddie che lavora in un bar.
- Alan Tilvern è R. K. Maroon, il proprietario irascibile dei Maroon Studios. Questa fu la sua ultima interpretazione cinematografica.
- Stubby Kaye è Marvin Acme, il titolare della Acme Corporation. Anche per lui, questa fu l'ultima apparizione cinematografica.
- Lou Hirsch è Baby Herman, un cinquantenne dall'aspetto di un neonato. Il personaggio è un misto tra Taddeo e Titti dei Looney Tunes.[10]
- David Lander è Smarty, il capo delle faine al servizio del giudice Morton.
- Il produttore cinematografico Joel Silver appare in un cameo, nei panni del regista del cartone animato all'inizio del film, Raoul J. Raoul.

### Riprese e animazione
Il direttore artistico Richard Williams rifiutò di lavorare a Los Angeles a causa di alcune divergenze con la Disney. Per ospitare lui e i suoi animatori, la produzione venne spostata agli Elstree Studios di Hertfordshire, in Inghilterra. Sia la Disney sia Spielberg si accordarono con Williams durante la lavorazione del film: se Williams avesse lavorato a Roger Rabbit, loro lo avrebbero aiutato a distribuire il suo film incompiuto The Thief and the Cobbler. Williams accettò l'offerta della produzione e cominciò a lavorare al progetto. La produzione si divise quindi tra Williams e il produttore Don Hahn, rispettivamente nei London studio e a Los Angeles, dove le riprese vennero supervisionate da Dale Baer. Il numero considerevole degli effetti speciali e delle animazioni portò la Disney ad aumentare il budget fino a 40 milioni di dollari. La stessa Disney pensò di cancellare il film a causa degli elevati costi, ma fu convinta da Jeffrey Katzenberg a proseguire la lavorazione. Il budget continuò ad aumentare successivamente, ma la Disney, ormai, sembrava decisa più che mai a realizzare il film, anche perché era entusiasta di lavorare finalmente con Spielberg.
Le telecamere VistaVision vennero utilizzate per mescolare le scene live-action con quelle d'animazione. Per facilitare l'interpretazione degli attori, al posto dei cartoni animati, inseriti poi al computer, vennero utilizzati dei pupazzi e dei manichini. Per facilitare il lavoro di post produzione furono utilizzati anche dei bracci robotici che eseguivano le azioni basilari su cui poi gli animatori avrebbero costruito i personaggi animati. In moltissime scene dove i cartoni spostano o possiedono nelle loro mani degli oggetti reali, questi ultimi vengono mossi tramite l'utilizzo di fili, similmente a marionette. Le riprese della pellicola iniziarono il 2 dicembre 1986, e durarono circa 7 mesi e mezzo agli Elstree Studios, con l'aggiunta di altre quattro settimane di ripresa a Los Angeles qualche tempo dopo. Le riprese furono concluse ufficialmente il 27 agosto 1987.
Nel corso della post-produzione del film, durata circa un anno, gli animatori realizzarono a mano circa 82 000 fotogrammi per dare vita ai personaggi del film. Ogni fotogramma fu fotografato e impresso sulla pellicola. Infine l'Industrial Light & Magic ultimò la pellicola dando ai personaggi un tocco di realismo in più, aggiungendo dettagli realizzati in CGI come i luccichii e le ombre del vestito di Jessica Rabbit.

## Colonna sonora
Alan Silvestri, collaboratore del regista Robert Zemeckis in molte occasioni, compose la colonna sonora della pellicola. Silvestri venne influenzato dal lavoro di Carl Stalling per la musica da dare al film. La colonna sonora di Silvestri uscì il 22 giugno 1988 e, in DVD, il 16 aprile 2002, ma è anche disponibile su iTunes Store.
- 1988 - Who Framed Roger Rabbit? (New Line Records):

1. Maroon Logo (00:19)
2. Maroon Cartoon (03:25)
3. Valiant & Valiant (04:23)
4. The Weasels (02:09)
5. Hungarian Rhapsody (Dueling Pianos) (01:54)
6. Judge Doom (03:48)
7. Why Don't You Do Right? - performed by Amy Irving (03:07)
8. No Justice For Toons (02:45)
9. The Merry-Go-Round Broke Down (Roger's Song) (00:48)
10. Jessica's Theme (02:04)
11. Toontown (04:44)
12. Eddie's Theme (05:23)
13. The Gag Factory (03:49)
14. The Will (01:10)
15. Smile Darn Ya Smile/That's All, Folks! (01:18)
16. End Title (04:59)

## Distribuzione
Michael Eisner sentiva che il film aveva troppe allusioni sessuali e tentò di convincere Zemeckis a tagliare alcune scene della pellicola. Zemeckis, tuttavia, si trovò in disaccordo con Eisner e si rifiutò di apportare modifiche alla pellicola. Perciò su decisione dei produttori, il film, invece di essere distribuito con il simbolo della Disney, fu distribuito sotto il logo della Touchstone Pictures.
Il film venne distribuito su VHS il 12 ottobre 1989, mentre la versione in DVD il 28 settembre 1999.

### Edizione italiana
L'edizione italiana del film fu curata dalla Royfilm, con l'adattamento dei dialoghi a opera di Alberto Piferi; il doppiaggio, invece, venne eseguito dalla C.D.C. presso la International Recording sotto la direzione di Manlio De Angelis. I testi italiani delle canzoni e la direzione musicale furono affidati rispettivamente a Roberto Chevalier e Pietro Carapellucci. In un primo momento, l'interpretazione italiana di Roger Rabbit tentata dal doppiatore Marco Mete fu scartata dalla produzione che però, dopo aver ascoltato un secondo provino, decise di convocarlo per doppiare invece l'edizione spagnola, confermandolo poi definitivamente anche in quella italiana.

## Accoglienza

### Incassi
Il film è uscito negli Stati Uniti il 22 giugno 1988, incassando $ 11.226.239 in 1.045 sale durante il weekend di apertura; era al primo posto al botteghino statunitense. Alla fine ha incassato $ 154.112.492 negli Stati Uniti e in Canada e $ 197.387.508 a livello internazionale, arrivando a un totale mondiale di $ 351.500.000. Al momento dell'uscita, era il ventesimo film con il maggior incasso di tutti i tempi. È stato anche il secondo film di maggior incasso del 1988, dietro solo a Rain Man.

### Critica
Chi ha incastrato Roger Rabbit ha ricevuto consensi quasi universali da parte della critica, venendo incluso nella lista dei "100 migliori film comici di tutti i tempi, secondo i critici" da Business Insider.
L'aggregatore di recensioni Rotten Tomatoes ha dato al film un punteggio di approvazione del 97% basato su 65 recensioni e una valutazione media di 8,4/10, con il consenso critico che recita: «Chi ha incastrato Roger Rabbit è un film innovativo e divertente che presenta un mix rivoluzionario di azione dal vivo e animazione, con una storia toccante e originale per l'avvio». L'aggregatore Metacritic ha calcolato un punteggio medio ponderato di 83 su 100 sulla base di 15 recensioni, indicando un «plauso universale».
Il Dizionario dei film Il Mereghetti assegna al film 4 stelle su 4, cioè il voto massimo possibile, mentre Morandini e Farinotti gli attribuiscono entrambi un voto pari a 3 stelle su 5.
Roger Ebert del Chicago Sun-Times ha dato al film quattro stelle su quattro, prevedendo che avrebbe portato «il tipo di passaparola che il denaro non può comprare. Questo film non è solo un grande intrattenimento, ma [anche] una svolta nell'artigianato.» Gene Siskel del Chicago Tribune ha dato al film tre stelle e mezza su quattro, elogiando la sequenza di apertura come abbagliante e sbalorditiva, pur avendo osservato che tale sequenza richiese quasi 9 mesi di lavorazione. Janet Maslin del New York Times ha commentato che questo è «un film i cui momenti migliori sono così nuovi, così deliranti e così pazzamente inaspettati che devono davvero essere visti per crederci». Desson Thomson del Washington Post considera il film «una collaborazione definitiva di puro talento. Zemeckis ha avuto il sostegno entusiasta della Walt Disney Pictures, l'attrazione del produttore Steven Spielberg, la benedizione della Warner Bros., l'inchiostro e la vernice dell'animatore Richard Williams, le voci di Mel Blanc, la sceneggiatura spiritosa e frenetica di Jeffrey Price e Peter S. Seaman, l'Industrial Light and Magic di George Lucas e la comica performance di Bob Hoskins nei panni dell'investigatore privato più corpulento e arruffato». Anche Gene Shalit al Today Show ha elogiato il film, definendolo "uno dei film più straordinari mai realizzati». Filmsite.org lo ha definito «un film tecnicamente meraviglioso» e un «punto di riferimento» che è il risultato di una «cooperazione senza precedenti» tra la Warner Bros. e la Disney. Nella miniserie The Movies della CNN del 2019, Tom Hanks lo ha definito il «film più complicato mai realizzato».

## Riconoscimenti
- 1989 - Premio Oscar
  - Miglior montaggio a Arthur Schmidt
  - Miglior montaggio sonoro a Charles L. Campbell e Louis L. Edemann
  - Migliori effetti speciali a George Gibbs, Richard Williams, Ken Ralston e Ed Jones
  - Oscar Speciale (Per la creazione e direzione delle animazioni) a Richard Williams
  - Nomination Migliore fotografia a Dean Cundey
  - Nomination Migliore scenografia a Elliot Scott e Peter Howitt
  - Nomination Miglior sonoro a Robert Knudson, John Boyd, Don Digirolamo e Tony Dawe
- 1989 - Golden Globe
  - Nomination Miglior film commedia o musicale
  - Nomination Miglior attore in un film commedia o musicale a Bob Hoskins
- 1989 - Premio BAFTA
  - Migliori effetti speciali a George Gibbs, Richard Williams, Ken Ralston e Ed Jones
  - Nomination Migliore sceneggiatura non originale a Jeffrey Price e Peter S. Seaman
  - Nomination Migliore fotografia a Dean Cundey
  - Nomination Migliore scenografia a Elliot Scott
  - Nomination Miglior montaggio a Arthur Schmidt
- 1988 - Chicago Film Critics Association Award
  - Migliore regia a Robert Zemeckis
- 1989 - Premio César
  - Nomination Miglior film straniero a Robert Zemeckis
- 1989 - David di Donatello
  - Miglior produttore straniero a Robert Watts e Frank Marshall
- 1990 - Saturn Award
  - Miglior film fantasy
  - Migliore regia a Robert Zemeckis
  - Migliori effetti speciali a George Gibbs, Richard Williams, Ken Ralston ed Ed Jones
  - Nomination Miglior attore protagonista a Bob Hoskins
  - Nomination Miglior attore non protagonista a Christopher Lloyd
  - Nomination Miglior attrice non protagonista a Joanna Cassidy
  - Nomination Migliore sceneggiatura a Jeffrey Price e Peter S. Seaman
  - Nomination Miglior colonna sonora ad Alan Silvestri

- 1989 - BMI Film & TV Award
  - Miglior colonna sonora ad Alan Silvestri
- 1988 - Evening Standard British Film Award
  - Miglior attore protagonista a Bob Hoskins
  - Premio Speciale a Richard Williams
- 1989 - Grammy Award
  - Nomination Miglior colonna sonora ad Alan Silvestri
- 1988 - Festival di Venezia
  - Menzione Speciale a Robert Zemeckis
- 1989 - Eddie Award
  - Nomination Miglior montaggio ad Arthur Schmidt
- 1988 - Annie Award
  - Premio Tecnico a Richard Williams
- 1989 - Boston Society of Film Critics Award
  - Premio Speciale a Richard Williams
- 1989 - DGA Award
  - Nomination Miglior regia a Robert Zemeckis
- 1989 - Premio Hugo
  - Miglior rappresentazione drammatica a Robert Zemeckis, Jeffrey Price, Peter S. Seaman e Gary K. Wolf
- 1989 - Kids' Choice Award
  - Film preferito
- 1988 - Los Angeles Film Critics Association Award
  - Premio Speciale a Robert Zemeckis
- 1989 - Golden Reel Award
  - Miglior montaggio sonoro (ADR)
- 1989 - WGA Award
  - Nomination Miglior sceneggiatura non originale a Jeffrey Price e Peter S. Seaman
- 1988 - British Society of Cinematographers
  - Nomination Migliore fotografia a Dean Cundey
- 1989 - Golden Screen
  - Golden Screen Award
- 1988 - Jupiter Award
  - Miglior film internazionale a Robert Zemeckis
- 1989 - Sant Jordi Award
  - Miglior film straniero a Robert Zemeckis

## Influenza culturale
Bonkers - Gatto combinaguai, serie animata prodotta dalla Disney nel 1993 e spin-off di Raw Toonage, mostra una premessa e ambientazione simile a quella del film Chi ha incastrato Roger Rabbit, in cui i cartoni sono creature senzienti che convivono assieme agli esseri umani. Protagonista della serie è Bonkers, una lince - cartone animato ex-star di Hollywood poi declassata a poliziotto, molto simile a Roger Rabbit sia fisicamente sia caratterialmente, che indaga su crimini e fatti misteriosi nell'ambiente "cartoonesco" di Los Angeles, affiancato (nella prima stagione) al detective Lucky Piquel, personaggio ricalcato sulla figura di Eddie Valiant e che, come quest'ultimo, detesta i cartoni animati. Le similitudini tra la serie e il film furono notate dal Los Angeles Times, che bocciò il tentativo di ricreare il mondo del film essendo la serie completamente animata. Per diversi anni si è vociferato che la serie venne progettata come show interamente dedicato a Roger Rabbit, ma i cui personaggi furono poi sostituiti a causa di problemi di copyright; tuttavia, nel 2008, Greg Weisman chiarì che Bonkers fu concepito fin dall'inizio come protagonista, benché Roger fosse servito da ispirazione.

## Altri media
Altri prodotti ispirati al film furono numerose opere a fumetti, un romanzo, scritto da Martin Noble e che ripercorre fedelmente le vicende del film, e diversi videogiochi.
Questi ultimi includono Who Framed Roger Rabbit (1988, computer), Who Framed Roger Rabbit (1989, NES), la versione giapponese di The Bugs Bunny Crazy Castle (1989), Hare Raising Havoc (1991), Who Framed Roger Rabbit (1991, Game Boy).

## Sequel
L'enorme successo del film generò tre cortometraggi che vennero distribuiti nelle sale per fare da traino ad altri film:
- Una grossa indigestione (Tummy Trouble), che uscì nel 1989 allegato al film Tesoro, mi si sono ristretti i ragazzi.
- Roger Rabbit sulle montagne russe (Roller Coaster Rabbit), che uscì nel 1990 allegato al film Dick Tracy.
- Curve pericolose (Trail Mix-Up), che uscì nel 1993 allegato al film Sulle orme del vento.

Successivamente furono ideati alcuni prequel per sviluppare un nuovo lungometraggio:
- In Roger Rabbit II, Toon Platoon, ambientato durante la seconda guerra mondiale, Roger va alla ricerca della sua famiglia e contemporaneamente incontra Jessica per la prima volta. In questa storia si scopre che il padre di Roger altri non è che Bugs Bunny.[38]
- Who Discovered Roger Rabbit? (lett. "Chi scoprì Roger Rabbit?") si racconta di come Roger Rabbit salì alle luci della ribalta di Hollywood durante la grande depressione americana.[39]

Il primo progetto non venne sviluppato. Il secondo, ideato nel 1997 e di cui vennero realizzati pure delle scene test per vedere come la nuova computer grafica potesse rendere più credibile l'interazione attori umani-cartoni, fu abbandonato prima dell'inizio della fase della pre-produzione (uscita prevista nel 2000). Le motivazioni, mai confermate, sarebbero risiedute allora nell'elevato budget preventivato (100 milioni di dollari nel 1998) che fu ritenuto troppo rischioso per un sequel che sarebbe uscito ormai a distanza di dodici anni dal primo film.
Nel 1996, uscì in VHS Ecco Roger Rabbit, un cofanetto con 2 videocassette: nella prima ci sono i 3 cortometraggi di Roger Rabbit, e nella seconda c'è il film Chi ha incastrato Roger Rabbit.
Considerando pure l'esistenza della seconda storia dell'ideatore Gary Wolf con gli stessi personaggi (Who P-P-P-Plugged Roger Rabbit? pubblicato nel 1991) e l'incremento di produzioni delle case cinematografiche statunitensi di sequel, prequel e remake, l'assenza di progetti al riguardo è da molti considerato un fatto inconsueto; sono tuttavia in molti a credere che il principale ostacolo alla realizzazione di un secondo film venga principalmente dalle troppe condizioni poste e interessi richiesti dalle troppe major necessariamente coinvolte (tra cui alcune storicamente rivali come la Warner Bros. e la Disney).
A distanza di alcuni anni si è ricominciato a parlare di un possibile sequel. Dopo le prime ammissioni, ora Robert Zemeckis rivela di essere realmente al lavoro insieme a Peter Seaman e Jeffrey Price, già sceneggiatori del primo episodio, che sono nel pieno della scrittura. Nel gennaio 2013 Robert Zemeckis rivela che non ci sarà nessun sequel mentre gli sceneggiatori annunciano che il sequel ci sarà e che stavano aspettando solo di ricevere il via libera della Disney. Nell'aprile 2014 a seguito della morte di Bob Hoskins, la Disney decide di fermare la produzione.